# 宝塔寺 (品川区)

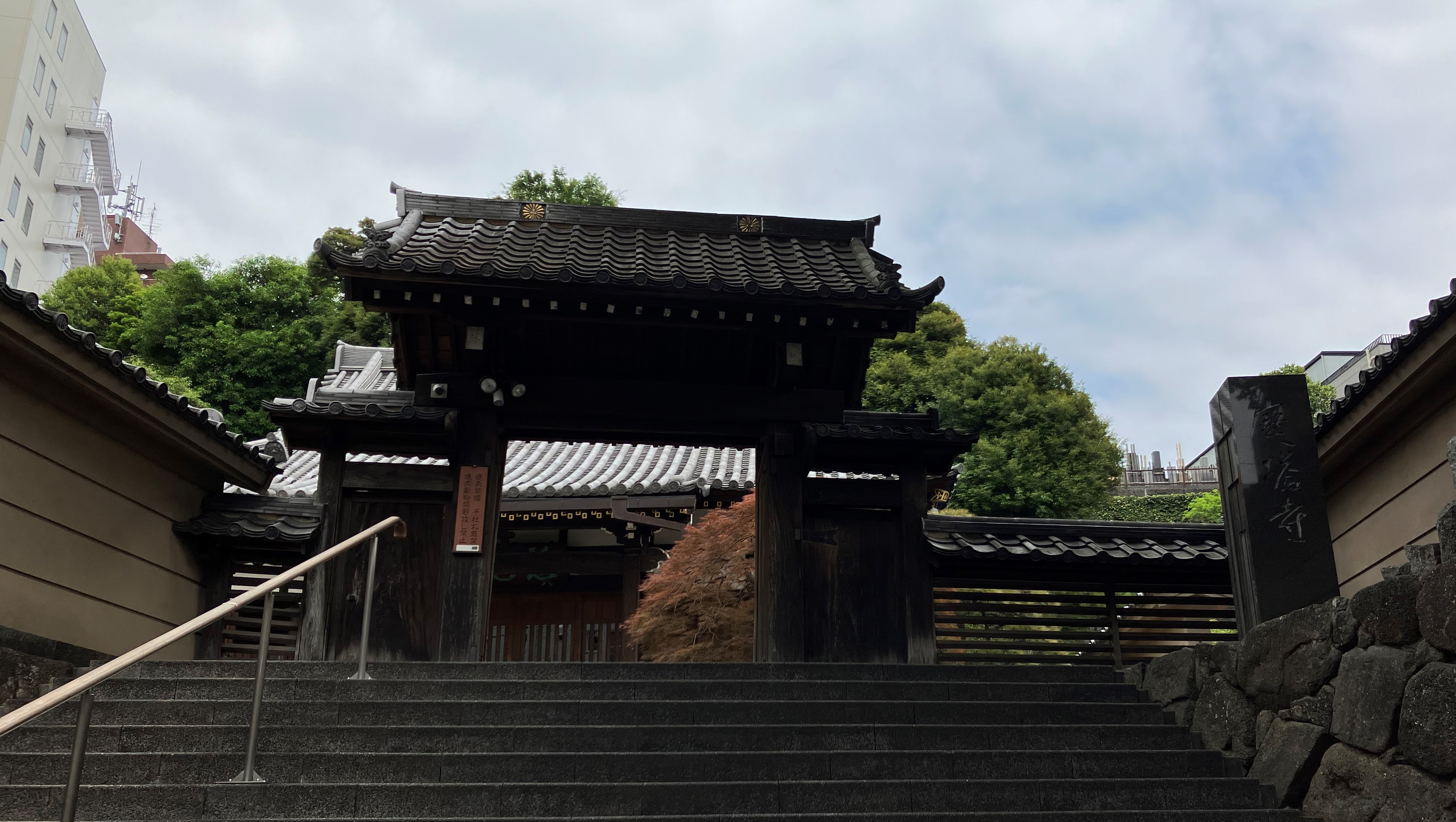
山門

宝塔寺（ほうとうじ）は、東京都品川区にある天台宗の寺院。

## 概要
1401年（応永8年）に開山された。元々は品川の海岸部に位置し、その後目黒川近くに移転したが、目黒川の洪水を避けるため、万治年間（1658年～1661年）に現在地に移転した。雉子神社の旧別当寺であった。
寺宝の一つに、品川区の文化財に指定されている「紙本着色元三大師像」がある。「元三大師」とは第18代天台座主良源のことで、旧暦1月3日に示寂したことから「元三」と呼ばれている。品川の海岸部にあった頃に、「元三大師に祈願すれば豊漁になる」といわれるようになり、品川の漁師の崇敬を集めるようになった。

## 交通アクセス
- 五反田駅より徒歩5分[1]。